# Tạ Anh Tuấn
Tạ Anh Tuấn (sinh ngày 20 tháng 6 năm 1969) là chính trị gia nước Cộng hòa xã hội chủ nghĩa Việt Nam. Ông hiện là Phó Bí thư Tỉnh ủy, Chủ tịch Ủy ban nhân dân tỉnh Đắk Lắk (mới). Ông từng là Bí thư Đảng ủy, Thứ trưởng Bộ Tài chính; Phó Tổng giám đốc rồi Tổng giám đốc Kho bạc Nhà nước Việt Nam, rồi là Phó Bí thư Tỉnh ủy, Chủ tịch Ủy ban nhân dân tỉnh Phú Yên.
Tạ Anh Tuấn là đảng viên Đảng Cộng sản Việt Nam, học vị Thạc sĩ Tài chính – Tín dụng, Cao cấp lý luận chính trị. Ông có sự nghiệp hơn 30 năm trong ngành tài chính, được quy hoạch là Bộ trưởng Tài chính trước khi được điều về lãnh đạo địa phương thay thế các chính trị gia vi phạm kỷ luật Đảng và pháp luật.

## Xuất thân và giáo dục
Tạ Anh Tuấn sinh ngày 20 tháng 6 năm 1969 tại xã La Phù, huyện Hoài Đức (nay là thôn La Phù, xã An Khánh), thành phố Hà Nội. Ông lớn lên và tốt nghiệp trung học phổ thông ở Hoài Đức, vào năm 1987 thì thi đại học và đỗ Trường Đại học Tài chính – Kế toán, theo học và tốt nghiệp cử nhân tài chính vào tháng 7 năm 1991. Sau đó, trong những năm công tác, ông trở lại trường Tài chính – Kế toán khi trường đã chuyển đổi thành lập mới thành Học viện Tài chính để theo học cao học và nhận bằng Thạc sĩ Tài chính – Tín dụng. Ông được kết nạp Đảng Cộng sản Việt Nam vào năm 1996, trở thành đảng viên chính thức vào năm 1997, và từng theo học khóa chính trình, nhận bằng Cao cấp lý luận chính trị tại Học viện Chính trị Quốc gia Hồ Chí Minh.

## Sự nghiệp

### Bộ Tài chính
Tháng 7 năm 1991, sau khi tốt nghiệp trường Tài chính Kế toán Hà Nội, Tạ Anh Tuấn được tuyển dụng vào Kho bạc Nhà nước làm chuyên viên tài chính. Ở cơ quan này, ông công tác liên tục thời gian dài, dần dần đảm nhiệm nhiều vị trí khi được thăng chức, đến tháng 11 năm 2007, ông được Bộ trưởng Bộ Tài chính Vũ Văn Ninh bổ nhiệm làm Phó Tổng giám đốc Kho bạc Nhà nước. Thời kỳ công tác ở kho bạc, ông được trao Huân chương Lao động hạng Ba vào năm 2010. Giữ vị trí Phó Tổng giám đốc trong 7 năm 2007–14, đến tháng 6 năm 2014 thì ông được điều về Bộ Tài chính, nhậm chức Vụ trưởng Vụ Tổ chức cán bộ, và là Ủy viên Ban Cán sự Đảng của Bộ Tài chính. Tại bộ, vào tháng 7 năm 2015, Đại hội Đảng bộ Bộ Tài chính lần thứ XXIV diễn ra, Tạ Anh Tuấn được bầu vào Đảng ủy rồi Ban Thường vụ Đảng ủy bộ khóa XXIV nhiệm kỳ 2015–20, sau đó được bầu làm Phó Bí thư Đảng ủy Bộ Tài chính vào ngày 23 tháng 7. Đến đầu năm 2018, ông một lần nữa được điều về công tác ở Kho bạc Nhà nước, giữ vị trí quyền Tổng giám đốc, rồi đến ngày 24 tháng 4 thì được Bộ trưởng Bộ Tài chính Đinh Tiến Dũng bổ nhiệm làm Tổng giám đốc Kho bạc Nhà nước.
Ngày 9 tháng 7 năm 2020, Tạ Anh Tuấn được Thủ tướng Nguyễn Xuân Phúc bổ nhiệm làm Thứ trưởng Bộ Tài chính, và ở bộ ông phụ trách chỉ đạo lĩnh vực quyết toán ngân sách nhà nước; giá; kế toán và kiểm toán; quản lý nợ công, tài chính đối ngoại; tài chính trong lĩnh vực hợp tác và hội nhập quốc tế; nghiên cứu khoa học; đào tạo, bồi dưỡng cán bộ ngành tài chính; công tác Đảng, công đoàn, thanh niên và Hội Cựu chiến binh Bộ Tài chính; quản lý dự án. Ông cũng trực tiếp phụ trách Kho bạc Nhà nước, Cục Quản lý giá, Cục Quản lý, giám sát kế toán, kiểm toán, Cục Quản lý nợ và tài chính đối ngoại, Vụ Hợp tác quốc tế, Viện Chiến lược và Chính sách tài chính, Văn phòng Đảng ủy Bộ Tài chính, Văn phòng Công đoàn Bộ Tài chính, Văn phòng Đoàn Thanh niên cơ quan Bộ Tài chính, Ban Quản lý các chương trình, dự án sử dụng nguồn tài trợ và vốn vay nước ngoài cơ quan Bộ Tài chính, Hội Cựu chiến binh Bộ Tài chính, Học viện Tài chính, Trường Đại học Tài chính – Marketing, Trường Đại học Tài chính – Kế toán, Trường Đại học Tài chính – Quản trị kinh doanh, Trường Bồi dưỡng cán bộ Tài chính; theo dõi và chỉ đạo công tác tài chính – ngân sách của các tỉnh duyên hải Nam Trung Bộ và Tây Nguyên. Sang tháng 8, ông được bầu làm Bí thư Đảng ủy Bộ Tài chính khóa XXV, thuộc diện cán bộ được bồi dưỡng lãnh đạo bộ, quy hoạch chức danh Bộ trưởng.

### Phú Yên
Tháng 11 năm 2022, Tạ Anh Tuấn được điều về tỉnh Phú Yên, được Ban Bí thư chỉ định vào Ban Thường vụ Tỉnh ủy, nhậm chức Phó Bí thư Tỉnh ủy Phú Yên. Ông là cán bộ được giới thiệu để bầu làm Chủ tịch Ủy ban nhân dân tỉnh Phú Yên, được điều động về địa phương cùng thời điểm với Đoàn Anh Dũng ở tỉnh Bình Thuận để thay thế cho các chủ tịch tỉnh là Trần Hữu Thế và Lê Tuấn Phong bị kỷ luật Đảng, xin thôi chức và được miễn nhiệm. Vào ngày 18 tháng 11, tại kỳ họp thứ 12 của Hội đồng nhân dân tỉnh Phú Yên khóa XVIII, ông chính thức được bầu làm Chủ tịch tỉnh nhiệm kỳ 2021–26 với tỷ lệ 48/48 đại biểu đồng ý.